# Pericambala sinica
Pericambala sinicus är en mångfoting som beskrevs 1981 av Zhang och Li. Arten ingår i släktet Pericambala och placeras antingen i familjen Pericambalidae eller i familjen Cambalopsidae och underfamiljen Pericambalinae.